# Tripping the Rift
Tripping the Rift ist eine animierte Science-Fiction-Serie, die ursprünglich auf dem animierten Kurzfilm Love and Darph von Chris Moeller und Chuck Austen basiert. Dieser sechs Minuten lange Kurzfilm wurde im Jahr 2000 im Internet veröffentlicht. Ein kurzer Teaser für die geplante zweite Folge ist erschienen, die Folge selbst jedoch bislang nicht.
Die Idee des Kurzfilms wurde dann vom amerikanischen SciFi-Channel aufgegriffen. Im März 2004 wurde die erste Folge der Serie in den USA ausgestrahlt. Es gibt drei Staffeln mit je 13 Folgen. Außer in den USA lief die Serie auch noch in Großbritannien und in Frankreich im Fernsehen. Seit dem 20. März 2009 wird die Serie auf DMAX ausgestrahlt.
Aufgrund ihres mitunter ziemlich vulgären und morbiden Humors ist Tripping the Rift für ein erwachsenes Publikum konzipiert und wird entsprechend vermarktet. Vom Konzept her ist die Serie humoristische Science-Fiction, die bevorzugt Elemente aus bekannten Sagen wie Star Trek und Star Wars verarbeitet, aber auch zahlreiche Anspielungen auf andere Filme und Serien enthält.

## Charaktere
- Chode hat drei Augen, ist klein und lila, hat vier Tentakeln auf dem Kopf und ist der Kapitän des Schmugglerschiffs Jupiter 42. Der Name des Schiffs ist eine Anspielung auf das Schiff Jupiter II der Robinsons aus Lost in Space, die Zahl stammt aus Per Anhalter durch die Galaxis und ist die Antwort auf das Leben, das Universum und den ganzen Rest. Chode ist nicht besonders intelligent und so gut wie immer sexuell erregt. Meistens stellt er seine monetären und sexuellen Bedürfnisse über die Bedürfnisse der Crew.

- Six of Nine (kurz Six) (Im Piloten/Kurzfilm als 'Six of One' im Abspann) ist Chodes Sex-Sklavin, die heißeste, sexieste, am weitesten fortgeschrittene Androidin, die jemals hergestellt wurde (verschiedentlich fälschlich als Cyborg bezeichnet). Ihre Programmierung erlaubt ihr die Vortäuschung von über 2000 verschiedenen Orgasmen in über 600 Sprachen. Außerdem dient sie auf dem Schiff als Wissenschaftsoffizierin. Der Name Six of Nine (One) kommt von Seven of Nine, einem Charakter aus Star Trek: Voyager sowie er eine Anspielung auf die erotische Stellung '69' ist. Im Kurzfilm wurde sie von Terry Farrell, bekannt aus Star Trek: Deep Space Nine, gesprochen, in der ersten Staffel lieh Gina Gershon und ab der zweiten Staffel Carmen Electra der Rolle ihre Stimme.

- T'Nuk ist die Pilotin der Jupiter 42. Sie hat drei Brüste, vier Beine, eine enorme Libido und flucht jeden Seemann an die Wand. Sie ist hässlich wie die Nacht, allerdings von ihrer Schönheit überzeugt. Der Name mit apostrophiertem T' ist eine Anspielung auf die Namensgebung für viele Vulkanierinnen bzw. Klingonen in den Star Trek Serien und Filmen.

- Whip: Der grünhäutige Faulpelz verabscheut, wie sein Onkel Chode, jede Form von Arbeit, hat aber drei feste Ziele im Leben: Erstens will er nie mehr nach Hause zu seiner Freundin und seinem Job, zweitens will er jedes Bier probieren, das es im Universum gibt und drittens will er unbedingt mal Sex mit Six haben.

- Gus ist ein Robotorsklave. Er ist intelligenter als die meisten Lebewesen, hat aber als Roboter keine Rechte, was sich kontinuierlich auf seine Laune auswirkt. Er zeigt offensichtliche homosexuelle Tendenzen, steht aber nicht dazu. Chodes meist fragwürdigen Entscheidungen und Befehle kommentiert er meist mit einer gehörigen Portion Zynismus, führt sie aber letztlich doch aus, was an den manisch depressiven Androiden Marvin aus Per Anhalter durch die Galaxis erinnert. Seine große Gestalt und sein goldfarbenes Äußeres erinnern stark an C3PO aus der Star-Wars-Reihe, im Vorspann der Serie sieht man ihn mit einem kleinen, blau-weißen Staubsauger, der C3POs treuen Begleiter R2D2 darstellt.

- Bob ist die künstliche Intelligenz der Jupiter 42. Er leidet unter Agoraphobie (im englischen „fear of space“, was hier als Ambiguität zu Weltraum sowie Raum, beides engl. space, benutzt wird) und bekommt oft Panikattacken, meist zu den ungünstigsten Zeitpunkten. Nur T'Nuks Beleidigungen können ihn dann wieder beruhigen.

- Darph Bobo, der bösartige Anführer der Finster-Clowns, ist der Haupt-Bösewicht der Serie und will die Macht über das Universum an sich reißen. Sowohl sein Vorname als auch seine Kleidung stammen von Darth Vader aus Star Wars, seine bevorzugte Nahkampfwaffe ist ein Lichtschwert und seine Untergebenen sind wie Stormtrooper gekleidet.

## Episodenführer
1. Staffel
- 1. Gott steh uns bei!

Auf einer Erholungsreise mit einem Charterflug zum Ursprung der Zeit bringen Kapitän Chode und Bordingenieur Gus versehentlich Gott um. Zurück in der Gegenwart stellen die beiden fest: Die Welt ohne Gott ist ein absoluter Alptraum.  Ein verrückter Plan, der natürlich ein paar paradoxe Zeitreisenphänomene beinhaltet, muss her. 
- 2. Sport ist Mord

Den Superstar der Mutilation-Ball-Liga aus seinem Ruhestand zu entführen und ihn dazu bringen, ein letztes Spiel gegen die Finsterclowns zu bestreiten ist keine leichte Aufgabe. Und als dann auch noch ein unerwarteter Todesfall abseits des Spielfeldes hinzu kommt, wird es richtig eng für die Crew um Captain Chode. Die Konföderation erwartet schließlich einen Sieg.
- 3. Miss Galaxy 5000

Captain Chode meldet die Androidin Six of Nine bei einer Schönheitskonkurrenz an, um das Preisgeld einzuheimsen. Allerdings ist auch der Bösewicht Darph Bobo hinter dem Geld her und schickt seine Tochter Babette in den Zweikampf, der natürlich nicht ohne List und Tücke ausgetragen wird…
- 4. Leben und Leben lassen

Ein mysteriöser anonymer Auftrag führt den Captain und seine Crew auf den Planeten Kubrickia: Sie sollen dort einen gigantischen Monolithen abliefern. Schnell wird allerdings klar, dass hinter der Geschichte wiederum Darph Bobo steckt, der das dortige Volk versklaven und ausbeuten will. Six überzeugt Chode davon, dass man etwas dagegen unternehmen muss.
- 5. Schmutzfink Chode

Um ein dringend benötigtes Ersatzteil zu besorgen, muss die Besatzung der Jupiter 42 auf einem echten Alptraumplaneten landen: Snoozle, der nicht nur moralisch blitzsaubersten Welt im ganzen bekannten Universum. Es passiert, was passieren muss, Chode wird schließlich gar zum Tode verurteilt und ein Ausweg muss her. 
- 6. Planet Florida 7

Irgendwie gerät der Draufgänger Chode immer wieder in diese Situationen: Um die dortige Spring Break Party zu erleben, entschließt er sich kurzerhand zum Besuch des Planeten Florida 7 ohne zu ahnen, dass er dort polizeilich gesucht wird. Die Crew wandert gleich mit in den Knast und es gibt nur einen Weg, rauszukommen. Der führt über politische Intrigen anlässlich der stattfindenden planetaren Wahlen und erweist sich als ziemlich abgefahren…
- 7. Fehler im System

Der zuverlässige Bordingenieur Gus wird durch seinen Hersteller zurückgerufen und von einem futuristischen Ersatzroboter abgelöst, der sich als böse Falle zur Übernahme der Weltherrschaft entpuppt und zu allem Überfluss kommt auch noch Captain Chodes ziemlich anstrengender Großvater Benito zu Besuch.
- 8. Ein Zwilling kommt selten allein

Auf der Flucht vor einem Angriff der Finsterclowns gerät die Crew auf den Planeten Moldavia 5, auf dem König Philbrick herrscht. Überraschend stellt sich heraus: Chode und der Herrscher des Planeten sind Zwillingsbrüder, die bei der Geburt getrennt wurden. Dass da natürlich ein Rollentausch drin sein muss, ist völlig klar.
- 9. Friede, Freude, Pustekuchen

Eine Notlandung als Folge eines Ausfalls im Steuerelement von Bob, der künstlichen Intelligenz der Jupiter 42 führt nach Harmonia 7, den wohl sichersten Planeten des Universums. Die Suche nach dem Ersatzteil gestaltet sich schwieriger als erwartet, zumal das letzte Geld auch noch von ein paar Vorschulkindern geraubt wird. Der Regierungschef höchstpersönlich scheint die letzte Rettung für Chode und Co. Aber der hat so seine eigenen Probleme, die erst gelöst werden wollen.
- 10. Strategische Liebe

Als Chode zu Ohren kommt, dass gerade der intergalaktische Friedenspreis mit einer Million dotiert wurde, schmiedet er einen verrückten Plan, der die Verkupplung von Darph Bobos Tochter mit dem Sohn von Commander Adam beinhaltet. Wie erwartet, funktioniert der Plan, aber besser als erwartet.
- 11. Pakt mit dem Teufel

Der Computer Bob hat einen kurzen Aussetzer und schon befindet sich die Jupiter 42 auf Kollisionskurs mit einem schwarzen Loch! Ein Pakt mit dem Teufel scheint die einzige Lösung zu sein, doch dieser fordert tatsächlich eine Gegenleistung und lässt sich nicht abwimmeln. Da hilft nur noch ein Gerichtsverfahren, um aus dem Vertrag zu kommen.
- 12. Die Entmannung des Chode

Der Oberbösewicht Darph Bobo scheint am Ziel aller seiner finsteren Pläne: Er entführt den hilflosen Bordassistenten Whip und lockt Captain Chode in einen Hinterhalt. Ein Laserschwert-Duell führt nicht nur zu einem Verlust eines lila Tentakels bei diesem, sondern auch zum Verlust der Libido – besorgniserregend. Die abgetrennte Tentakel muss also wieder her.
- 13. Roboter-Liebe

Beim Besuche eines Strip-Clubs trifft die schöne Six einen alten Liebhaber wieder: Mit dem Sexdroiden Ten ist sie damals aus der Sklaverei der Finsterclowns entflohen.  Die beiden brennen auch flugs miteinander durch und der wütende Chode braucht einen Ersatz: In dem Cheerleader Angel glaubt er, diesen gefunden zu haben, diese erweist sich aber als längst nicht so willig wie seine ehemalige Gespielin Six.